# Globule de Bok
Pour les articles homonymes, voir Bok.

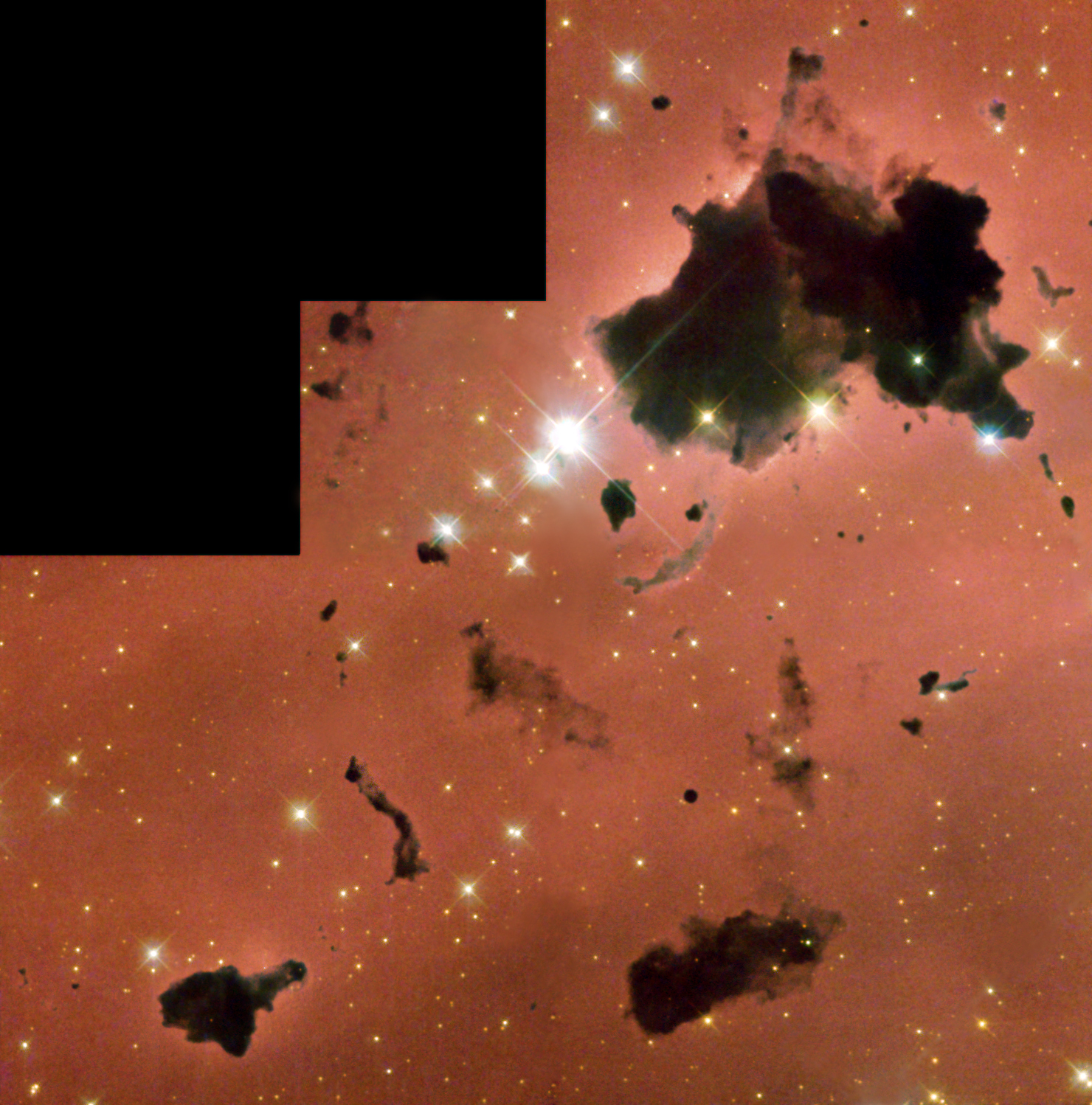
Globules de Bok de la région HIIIC 2944, captées par le Télescope spatial Hubble

Un globule de Bok est un amas sombre de poussières et de gaz du milieu interstellaire au sein duquel peut commencer la naissance des étoiles. Ils sont courants dans les régions HII et ont typiquement une masse d'environ 10 à 50 masses solaires contenue dans un volume d'environ une année-lumière. Ils contiennent de l'hydrogène moléculaire (H2), des oxydes de carbone, de l'hélium et environ 1 % (en masse) de poussières de silicates. Les globules de Bok conduisent le plus souvent à la formation de systèmes d'étoiles doubles ou multiples.

## Observation
Les globules de Bok furent observés pour la première fois par l'astronome Bart Bok dans les années 1940. Dans un article publié en 1947, Bok et E.F. Reilly firent l'hypothèse que ces nuages étaient « similaires à des cocons d'insectes » en cours d'effondrement gravitationnel pour former des proto-étoiles à partir desquelles les étoiles et les amas d'étoiles naissent. Cette hypothèse était difficile à vérifier à cause des difficultés d'observation pour comprendre ce qui se passait à l'intérieur d'un nuage dense et sombre qui absorbait toute la lumière visible émise à l'intérieur. Une analyse d'observations faites dans le proche infrarouge publiée en 1990 a confirmé que les étoiles naissaient bien à l'intérieur des globules de Bok.
Des observations ultérieures ont montré que certains globules de Bok contenaient des objets chauds, d'autres des objets Herbig-Haro, et que certains expulsaient du gaz moléculaire. Des études des raies d'émission en ondes millimétriques ont aussi montré l'existence de chute de matière sur une proto-étoile en accrétion.
Les globules de Bok sont encore un sujet de recherche très actif. Connus pour être parmi les objets les plus froids de l'univers naturel (jusqu'à 3 kelvins), leur structure et leur densité demeurent assez mystérieuses. Les méthodes utilisées jusqu'à présent reposent sur la densité de colonne déduite de mesures d'extinction en infrarouge proche et même sur le comptage d'étoiles pour tenter de sonder ces objets plus profondément.

## Voir également